# Мульк, Насирул
Насирул Мульк (урду ناصر الملک‎; родился 17 августа 1950 года) — пакистанский юрист, занимал пост 7-го и. о. премьер-министра Пакистана. Ранее также работал на должности 22-го председателя Верховного суда Пакистана. Был назначен на эту должность премьер-министром Навазом Шарифом. 6 июля 2014 года его назначение Верховным судьёй было подтверждено президентом Мамнуном Хуссейном. Ранее он также занимал пост исполняющего обязанности Главы избирательной комиссии Пакистана с 30 ноября 2013 года по 6 июля 2014 года.
До назначения на  должность старшего судьи в 2005 году, Мульк занимал пост главного судьи Высокого суда Пешавара с 2004 года. С момента назначения в Верховный суд Мульк придерживался текстуалистического подхода к вопросам прав человека и недискриминации.
28 мая 2018 года он был назначен исполняющим обязанности премьер-министра перед всеобщими выборами, запланированными на июль 2018 года.

## Биография

### Образование и опыт
Насирул Мульк родился в туристической местности Сват, Хайбер-Пахтунхва, 17 августа 1950 года. Он происходит из богатой и политически влиятельной семьи Парача в Свате; его отец Камран Хан был политиком, занимавшим пост сенатора в Сенате Пакистана с 1973 по 1977 год. Его младший брат Шуджа-уль-Мульк также занимал пост сенатора в период с 2003 по 2009 год. Его дядя, Чача Карим Букс (или Бакш), был видным социальным работником, а его другой брат Рафил-уль-Мульк в прошлом был мэром Свата.
После окончания средней школы в государственной школе Абботтабад, Мульк поступил в Джаханзебский колледж, где в 1970 году получил степень бакалавра искусств в изящных искусствах. В том же году он поступил в Пешаварский университет для изучения права. Он преуспел в изучении права, и его университетские профессора отмечали его как «талантливого и способного студента».
В 1972 году получил степень бакалавра права в Пешаварском университете. В 1976 году Мульк получил адвокатское образование и был назначен в коллегию адвокатов Англии. Он также получил степень магистра права.

## Академическая и профессиональная карьера
По возвращении в Пакистан Мульк занимался юридической практикой в Высоком суде Пешавара и некоторое время работал профессором права в Пешаварском университете, одновременно работая юристом в Пешаваре. Он также читал лекции по гражданскому праву в качестве приглашённого профессора в Колледже административного персонала Пакистана. Мульк считался известным профессором права в Пешаварском университете, и его студенты характеризуют его как «профессора, который полностью владел своим предметом и избегал споров». Мулька отмечали его студенты, так как он всегда приходил в класс хорошо подготовленным.
Мульк более 17 лет занимался юридической практикой в Высоком суде Пешавара, где он заработал себе репутацию компетентного юриста и квалифицированного адвоката. Мульк был избран генеральным секретарём коллегии адвокатов Высокого суда Пешавара в 1981 году. Позже он дважды становился председателем коллегии адвокатов Высокого суда Пешавара, сначала был избран в 1990 году, а затем снова в 1993 году. С 1993 по 1994 год Мульк занимал должность генерального адвоката правительства провинции Хайбер-Пахтунхва, оказывая помощь в юридических вопросах и делах.

## Судебная карьера
После получения квалификации судьи, Мульк становится судьёй Высокого суда Пешавара 6 июня 1994 года — эту должность он занимал до 2004 года. Его рекомендации были одобрены губернатором Хайбер-Пахтунхвы, и Мульк был назначен главным судьёй Высокого суда Пешавара 31 июля 2004 года, а уже в 2005 году пошёл на повышение в Верховный суд Пакистана.
Судья Мульк председательствовал в слушаниях по делу Мухтар Май — очень неоднозначному и получившему широкую огласку делу о групповом изнасиловании, имевшем место в 2002 году. Мульк в своём решении сослался на «недостаток доказательств» и оправдал 5 из 6 ранее осуждённых в предыдущей инстанции, а шестой получил пожизненное заключение. Таким образом, он помог главным обвиняемым, не найдя достаточных доказательств, чтобы предъявить обвинение в групповом изнасиловании. Сообщается, что он написал в своём решении, что джирг нельзя наказывать, поскольку это противоречит пакистанским традициям.
2 ноября 2007 года барристер Айтзаз Ахсан подал заявление в Верховный суд с просьбой удержать правительство от введения военного положения в Пакистане. Рассмотрев заявление, коллегия из семи судей Верховного суда Пакистана вынесла 3 ноября 2007 года судебный запрет на введение чрезвычайного положения.
Судебную скамью возглавил главный судья Ифтихар Мохаммад Чаудри. Среди других были старшие судьи Насир-уль-Мульк; Файяз Ахмад; Бхагвандас; Джавид Икбал; Шакирулла Джан; Гулам Раббани. Судебный запрет был отменён президентом Первезом Мушаррафом и оставил в силе чрезвычайное положение, введённое 2 ноября 2007 года. Он отказался принести присягу в соответствии с PCO 2007 и в конечном итоге был исключён из Верховного суда. Влиятельное, поддержанное публично адвокатское движение, которое пользовалось поддержкой Пакистанской мусульманской лиги, вынудило президента Мушаррафа подать в отставку под угрозой импичмента. Мульк был восстановлен в Верховном суде после принесения новой присяги судьи Верховного суда, сохранив прежний стаж.

### Председатель Верховного суда Пакистана
Если государственные учреждения Пакистана расходятся во мнениях относительно выполнения Конституции, Верховный суд имеет право вмешаться, разъяснив эти вопросы
Председатель Верховного суда Пакистана Насирул Мульк
Цитируемый источник
Он был назначен Верховным судьёй 6 июля 2014 года.
Ранее он занимал должность исполняющего обязанности Главного избирательного комиссара Пакистана с 30 ноября 2013 года по 6 июля 2014 года. Присягу принял президент Мамнун Хуссейн на государственной церемонии, состоявшейся в президентском офисе в Исламабаде. Уходящий в отставку Верховный судья Тассадук Хуссейн Джиллани сложил свои полномочия и передал их Мульку.
Мульк описывается своими коллегами-судьями как «очень активный судья и очень строгий блюститель буквы и духа закона». Он также известен своей строгостью в отношении соблюдения закона, и его позиция отражает текстуалистический подход к вопросам прав человека и недискриминации. Ушёл с поста Верховного судьи Пакистана 16 июля 2015 года, и его место занял Джавад С. Кхавайя.

## Исполняющий обязанности премьер-министра
Шахид Хакан Аббаси должен был завершить своё пребывание на посту премьер-министра 31 мая 2018 года. 28 мая, за три дня до того, как у правительства Аббаси завершался пятилетний срок, Аббаси вместе с лидером оппозиции Сайедом Хуршидом Ахмедом Шахом договорились о назначении Насирула временным премьер-министром Пакистана. В результате данного решения Мульк на торжественной церемонии Президентском дворце был приведён к присяге в качестве временного премьер-министра Пакистана.
На должности временного премьер-министра его первым действием стала перестановка бюрократии, ключевыми изменениями стали назначение Сухейля Аамира его главным секретарём и Сайеда Абу Ахмада Акифа секретарём кабинета министров Пакистана. В течение первых нескольких дней на посту премьер-министра он поручил группе юристов правительства подать апелляцию на решение Высокого суда Лахора, аннулировавшее документы о выдвижении кандидатов на выборы.

### Кабинет
Мульк назначил свой кабинет 5 июня 2018 года, в таблице ниже указаны члены правительства и наименования их должностей:
| Шамшад Ахтар              | Министр финансов и планирования                              |
| Абдулла Хуссейн Харун     | Министр иностранных дел, обороны и национальной безопасности |
| Мухаммад Азам Хан         | Министр внутренних дел                                       |
| Барристер Сайед Али Зафар | Министр юстиции, информации и по делам парламента            |
| Рошан Хуршид Бхаруча      | Министр по правам человека и приграничным регионам           |
| Мухаммад Юсуф Шейх        | Министр образования и здравоохранения                        |